# 日岡村
日岡村（ひおかむら）は、大分県大分郡にあった村。現在の大分市の一部にあたる。

## 地理
- 海洋：別府湾[3]
- 河川：丹生川[4]、佐野川[4]、原川[5]、裏川[3]

## 歴史
- 1889年（明治22年）4月1日、町村制の施行により、大分郡原村、高松村、新貝村が合併して村制施行し、日岡村が発足[1][2]。旧村名を継承した原、高松、新貝の3大字を編成[2]。
- 1893年（明治26年）10月14日、大洪水（明治26年の台風）で大きな被害を受けた[2]。
- 1943年（昭和18年）11月11日、大分市に編入され廃止[1][2]。

## 産業
- 農業、製塩[3]